# Alexander Sather
Alexander Sather (* 29. November 1986 in Grimma) ist ein deutscher Fußballschiedsrichter.

## Karriere
Sather ist der Sohn des ehemaligen FIFA- und Bundesliga-Linienrichters Harald Sather. Er ist gelernter Kfz-Mechatroniker.
Sathers Verein ist der FC Grimma, sein Landesverband der Sächsische FV. Seit 2013 ist Sather als DFB-Schiedsrichter tätig. Spiele der 3. Liga leitete Sather ebenfalls seit 2013. Dort erfolgte seine erste Spielleitung am 26. Juli 2013 bei einem Spiel zwischen der zweiten Mannschaft des VfB Stuttgart gegen den SV Darmstadt 98. Ab der Saison 2016/2017 gehörte Sather zu den Schiedsrichtern der 2. Bundesliga; hier war er erstmalig in der Partie Würzburger Kickers gegen VfL Bochum als Hauptschiedsrichter tätig.
Im Jahr 2022 kam Sather zu seinem ersten Bundesliga-Einsatz als Hauptschiedsrichter, da sich der eigentliche Schiedsrichter der Partie, Tobias Stieler, in der ersten Spielhälfte verletzt hatte. Sather, der in diesem Spiel als Vierter Offizieller eingeteilt war, übernahm für die zweite Spielhälfte die Aufgabe des Hauptschiedsrichters.
Nach der Saison 2023/2024 verkündete der DFB, dass Sather nicht mehr als Schiedsrichter eingesetzt werde. Fortan ist er nur noch als spezialisierter Assistent und Vierter Offizieller in den Bundesligen aktiv.